# Pat Noonan
Pat Noonan (ur. 2 sierpnia 1980 w Ballwin) – amerykański piłkarz występujący na pozycji napastnika. Od 2022 jest trenerem FC Cincinnati.

## Życiorys

### Kariera klubowa
Noonan karierę rozpoczynał w 1999 roku w drużynie Indiana Hoosiers z uczelni Indiana University Bloomington. W sezonie 2002 grał w Michigan Bucks z ligi USL Premier Development League, stanowiącej czwarty poziom rozgrywek. W 2003 roku poprzez MLS SuperDraft trafił do New England Revolution z MLS. Zadebiutował tam 13 kwietnia 2003 w zremisowanym 1:1 pojedynku z Chicago Fire. 12 lipca 2003 w zremisowanym 3:3 spotkaniu z MetroStars strzelił pierwszego gola w MLS. W sezonach 2005, 2006 oraz 2007 wywalczył z zespołem mistrzostwo Konferencji Wschodniej.
W 2008 roku Noonan podpisał kontrakt z norweskim klubem Aalesunds FK. W Tippeligaen zadebiutował 13 kwietnia 2008 w przegranym 1:2 pojedynku z Vikingiem. W barwach Aalesundu rozegrał 8 spotkań i jeszcze w trakcie sezonu 2008 wrócił do Stanów Zjednoczonych, gdzie został graczem zespołu Columbus Crew występującego w MLS. W sezonie 2008 zdobył z nim MLS Cup.
W trakcie sezonu 2009 Noona odszedł do innego zespołu MLS, Colorado Rapids. Grał tam do końca sezonu 2009. Przez następne dwa występował w Seattle Sounders (MLS), a w 2012 roku przeszedł do Los Angeles Galaxy (MLS). Pierwszy ligowy mecz zaliczył tam 15 kwietnia 2012 przeciwko Portland Timbers (3:1).

### Kariera reprezentacyjna
W reprezentacji Stanów Zjednoczonych Noonan zadebiutował 14 marca 2004 w zremisowanym 1:1 towarzyskim meczu z Haiti. 9 marca 2005 w wygranym 3:0 towarzyskim spotkaniu z Kolumbią strzelił pierwszego gola w drużynie narodowej.
W tym samym roku został powołany do kadry na Złoty Puchar CONCACAF. Zagrał na nim w meczach z Kanadą (2:0), Kostaryką (0:0) i Hondurasem (2:1), a zespół Stanów Zjednoczonych został triumfatorem turnieju.

### Kariera trenerska
Od 11 stycznia 2013 do 31 grudnia 2016 był asystentem trenera Los Angeles Galaxy. 173 meczów (trener Bruce Arena). 
Od 4 stycznia 2017 do 16 stycznia 2018 był asystentem trenera reprezentacji Stanów Zjednoczonych. 18 meczów (trener Bruce Arena) i 1 mecz (trener Dave Sarachan.
17 stycznia 2018 rozpoczął pracę jako asystent trenera Philadelphia Union. 74 meczów (trener Jim Curtin). 

## Sukcesy

### Reprezentacyjne
Stany Zjednoczone
- Zdobywca Złotego Pucharu: 2005